# Furushima Keito
Keito Furushima (sinh ngày 5 tháng 9 năm 1995) là một cầu thủ bóng đá người Nhật Bản.

## Sự nghiệp câu lạc bộ
Keito Furushima đã từng chơi cho YSCC Yokohama.